# Onthophagus simillimus
Onthophagus simillimus là một loài bọ cánh cứng trong họ Bọ hung (Scarabaeidae).